# Live 2008-11-14
Live 2008-11-14 is een EP van Aidan Baker en Brandon Valdivia. De beide heren traden op tijdens het Lab30 Festival in Augsburg op 11 november 2008. Baker op gitaar en elektronica en Valdivia op slagwerk. De EP kwam uit in een oplage van 323 stuks. Op het plaatje is één track te horen, titelloos en 20 minuten lang. De muziek is ambientachtig, maar door de toevoeging van slagwerk, lijkt er meer sprake te zijn geïmproviseerde jazzrock.